# Šakuhači

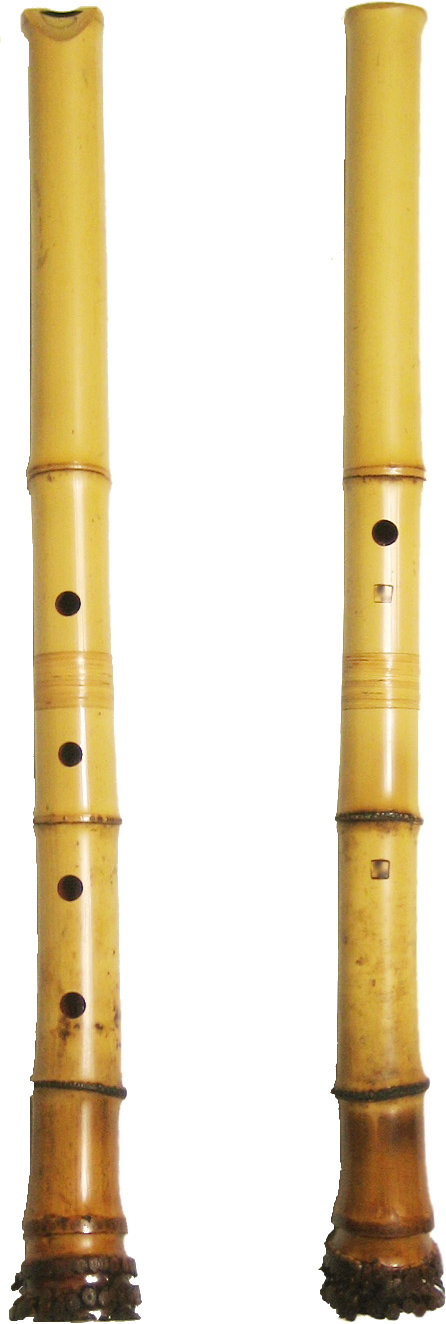
Šakuhači

Šakuhači (japonsky 尺八、しゃくはち, výslovnost [ɕakɯhatɕi]IPA) je tradiční japonská flétna z bambusu. Původně sloužila zen-buddhistickým mnichům k meditaci suizen, od poloviny 20. století se začala šíře používat také jako hudební nástroj.